# Coupe intercontinentale de baseball
Pour les articles homonymes, voir Coupe intercontinentale (homonymie).
La Coupe intercontinentale de baseball était une compétition internationale de baseball organisée par la Fédération internationale de baseball.
En raison du succès croissant de la Classique mondiale de baseball, la dernière édition a eu lieu à Taïwan en 2010. Cuba s'est imposé devant les Pays-Bas dans une redite de la finale de 2006, décrochant leur 11e sacre dans la compétition.

## Histoire
Dans les années 70, les nations européennes se sentaient exclues des affaires de l'IBAF. Bruno Beneck, président de la Fédération italienne et de la CEB, regrettait que les pays d'Amérique du Sud ne soient pas favorables à l'entrée de l'Europe aux postes clés de la l'IBAF.
À la naissance d'une organisation internationale alternative, la FEMBA, Beneck saisit l'occasion et organise la première Coupe Intercontinentale de baseball en Italie. Une autre édition se tient au Canada deux ans plus tard en 1975
Après la fusion des deux organismes IBAF/FEMBA en l'AINBA, la Coupe Intercontinentale garde son statut d'événement majeur sur la scène internationale.
Depuis 2002, la coupe ne se dispute plus que tous les quatre ans (contre deux auparavant) et l'événement perd petit à petit de l'importance vis-à-vis de la Classique mondiale de baseball, jusqu'à disparaître en 2011 après une dernière édition disputée en 2010.

## Palmarès
| Année | Lieu           | Or           | Argent       | Bronze           |
| ----- | -------------- | ------------ | ------------ | ---------------- |
| 1973  | Italie         | Japon        | Porto Rico   | États-Unis       |
| 1975  | Canada         | États-Unis   | Japon        | Nicaragua        |
| 1977  | Nicaragua      | Corée du Sud | États-Unis   | Japon            |
| 1979  | Cuba           | Cuba         | Japon        | États-Unis       |
| 1981  | Canada         | États-Unis   | Cuba         | Rép. dominicaine |
| 1983  | Belgique       | Cuba         | États-Unis   | Taïwan           |
| 1985  | Canada         | Cuba         | Corée du Sud | Japon            |
| 1987  | Cuba           | Cuba         | États-Unis   | Japon            |
| 1989  | Porto Rico     | Cuba         | Japon        | Porto Rico       |
| 1991  | Espagne        | Cuba         | Japon        | Nicaragua        |
| 1993  | Italie         | Cuba         | États-Unis   | Japon            |
| 1995  | Cuba           | Cuba         | Japon        | Nicaragua        |
| 1997  | Espagne        | Japon        | Cuba         | Australie        |
| 1999  | Australie      | Australie    | Cuba         | Japon            |
| 2002  | Cuba           | Cuba         | Corée du Sud | Rép. dominicaine |
| 2006  | Taipei chinois | Cuba         | Pays-Bas     | Taïwan           |
| 2010  | Taipei chinois | Cuba         | Pays-Bas     | Italie           |

## Bilan par nations
Cuba est le pays le plus titré avec 11 sacres devant le Japon et les États-Unis qui ont remporté deux fois la compétition:
| Nation           | Or | Argent | Bronze | Total |
| ---------------- | -- | ------ | ------ | ----- |
| Cuba             | 11 | 3      | 0      | 14    |
| Japon            | 2  | 5      | 5      | 12    |
| États-Unis       | 2  | 4      | 2      | 8     |
| Corée du Sud     | 1  | 2      | 0      | 3     |
| Australie        | 1  | 0      | 1      | 2     |
| Pays-Bas         | 0  | 2      | 0      | 2     |
| Porto Rico       | 0  | 1      | 1      | 2     |
| Nicaragua        | 0  | 0      | 3      | 3     |
| Taïwan           | 0  | 0      | 2      | 2     |
| Rép. dominicaine | 0  | 0      | 2      | 2     |
| Italie           | 0  | 0      | 1      | 1     |